# Troye Sivan
Troye Sivan Mellet, känd som Troye Sivan, född 5 juni 1995 i Johannesburg i Sydafrika, är en australisk skådespelare, videobloggare, sångare och låtskrivare. Han har medverkat i filmerna Spud och X-Men Origins: Wolverine.

## Biografi

### Uppväxt
Troye Sivan föddes den 5 juni 1995 i Johannesburg i Sydafrika. Troyes föräldrar är Laurelle och Shaun Sivan. Han har tre syskon: en äldre bror, Steele, en yngre syster Sage och brodern Tyde som är yngst. Hans familj flyttade till Australien när han var två år gammal. Troye Sivan bor i Perth i Western Australia med sina föräldrar och tre syskon. Han är född i en judisk familj (hans far var född jude och hans mor konverterade till judendom). Hans fullständiga namn är Troye Sivan Mellet och han använder Troye Sivan, sitt första och andra namn, som artistnamn. Han gick i en kommunal skola tills han var 14, efter det blev han hemskolad.
Under tonåren började Troye Sivan skådespela och han blev snart tilldelad sin första huvudroll, i filmen Spud. Den 7 augusti 2010 kom han ut som homosexuell för sin familj och vänner och tre år senare den 7 augusti 2013 kom han ut som det på sin Youtube-kanal. Hans filmkarriär fortsatte under 2013 och 2014 då han spelade i Spud 2: The Madness Continues och Spud 3: Learning to Fly. Detta samtidigt som han arbetade på sin första EP: TRXYE.

### Musikkarriär

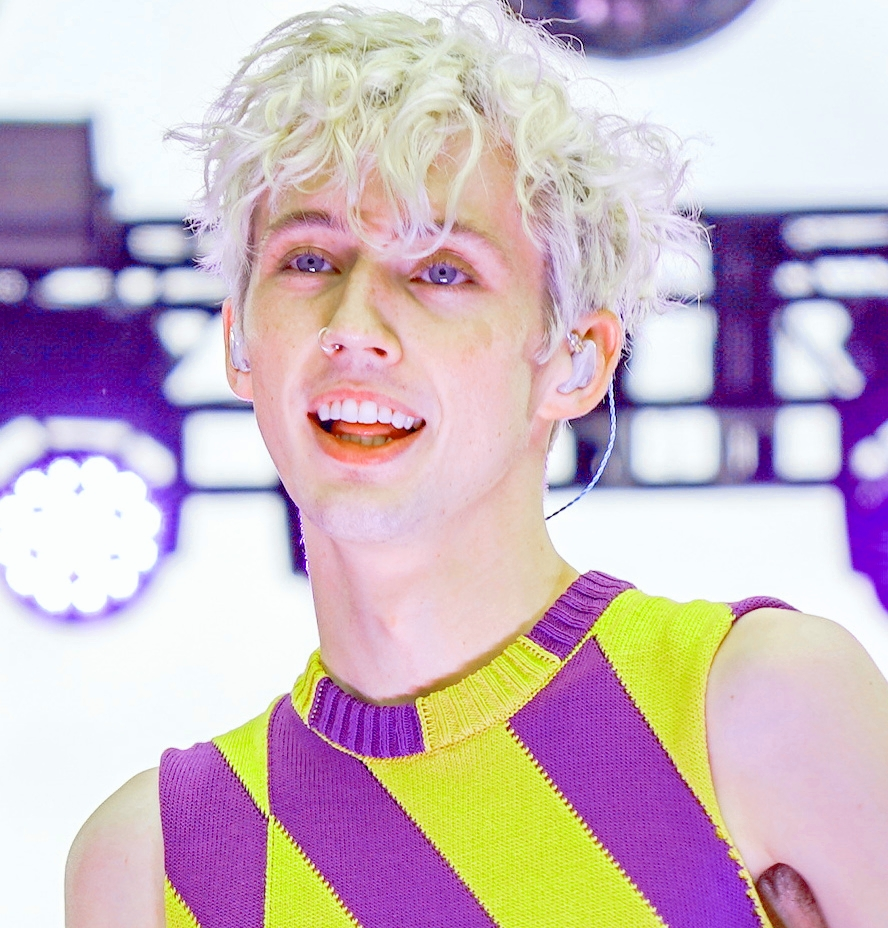
Troye Sivan på scen 2018.

Den 15 augusti 2014 släpptes Troyes första EP TRXYE i samarbete med EMI Australia, den debuterade som femma på Billboard 200 och har gått upp som nummer ett på iTunes i 66 länder.
Hans andra EP, WILD, släpptes den 4 september 2015 och innehåller samarbete med Tkay Maidza och Broods. Tillkännagivandet av albumet följdes av en videotrilogi, publicerad på Troyes Vevo-kanal på Youtube, som inkluderar låtarna "WILD", "FOOLS" (WILD-EP) och "TALK ME DOWN" (Blue Neighbourhood) 
Sivan släppte sitt debutalbum Blue Neighbourhood den 4 december 2015. Albumets release och dess förbeställningsdatum tillkännagavs samtidigt som dess första singel "Talk Me Down" premiärspelades exklusivt på den Apple Music-baserade radiostationen Beats 1 den 13 oktober.
Den 4 september 2015 meddelade Troye Sivan, i samband med livestreamen "#WILDparty", att han skulle börja turnera i oktober med början i USA. Officiella turnédatum för USA publicerades den 25 september på hans hemsida och inkluderar spelningar i Seattle, San Francisco, Minneapolis, Boston, New York, Washington, Chicago och Los Angeles. Den 14 oktober publicerades även turnédatum för Australien/Europa med spelningar i Perth och Sydney (Australien) samt London, Paris, Berlin och Stockholm (Europa). 

## Diskografi

### Studioalbum
- 2015 – Blue Neighbourhood
- 2018 – Bloom
- 2023 – Something to Give Each Other